# Die Wasserrechte von Lost Creek
Die Wasserrechte von Lost Creek (alternativ: Reiter der Gerechtigkeit) ist der deutsche Titel eines US-amerikanischen B-Westerns aus dem Jahre 1933 mit John Wayne in der Hauptrolle eines singenden Revolverhelden. Entstanden ist der Film an Drehorten im US-Bundesstaat Kalifornien. Die Uraufführung fand am 10. Oktober 1933 in den USA statt. Die deutsche Erstausstrahlung erfolgte am 18. und 25. Januar 1985 im Rahmen der Fernsehserie Western von gestern im ZDF.

## Handlung
Sandy Saunders findet in der Wildnis den angeschossenen Sheriff Baxter vor und rettet ihm das Leben. Auf seinem weiteren Ritt beobachtet er einen Überfall auf eine Postkutsche, bei dem das Pferd des Räubers auf der Flucht erschossen wird. Unverhofft stellt sich der Räuber als die junge Farmerstochter Fay Denton heraus, die auf diese Weise nur das Geld sicherstellen wollte, was ihr und ihrem Vater rechtmäßig zusteht – bevor nämlich die Bande um James Kincaid das Geld in einem fingierten Überfall rauben kann. Saunders hilft der Dame zu entkommen und trifft sie später in der Stadt, wo der reiche Kaufmann und Landbesitzer Kincaid in Abwesenheit des Sheriffs die Geschäfte führt.
Auf Dentons Farm findet Saunders Unterkunft und erfährt hier von Kincaids Plan, die Ländereien sämtlicher Farmer der Stadt zu einem Dumpingpreis aufkaufen zu wollen. Auf Kincaids Land verschwindet der Lost Creek im Erdboden, dessen früheres Bachbett ausgetrocknet ist. Da nur Kincaid die Leute mit Wasser versorgen kann, nutzt er sein Monopol als Druckmittel. Einzig Dentons Farm ist durch einen eigenen Brunnen unabhängig. Als Kincaids Vertrag über die Wasserversorgung mit den Farmern ausläuft, vervierfacht er den Wasserpreis. Saunders hilft, das benötigte Wasser von Dentons Farm zu beschaffen. Daraufhin wird er von Kincaids Auftragskiller Manson zum Duell gefordert, das Saunders jedoch mühelos übersteht.
Saunders hat indes eine zündende Idee. Er rät den Farmern, Kincaids neuen Vertrag zu unterzeichnen, sofern er einer Zusatzklausel zustimmt: sollte Kincaid eines Tages nicht in der Lage sein Wasser zu liefern, gehen all sein Land und die Wasserrechte in den Besitz der Farmer über. Zum Schein geht Saunders darauf ein, in Kincaids Dienste zu treten. Er schlägt ihm vor, den Brunnen der Dentons zu sprengen, um die beiden Farmer zum Verkauf ihrer Ranch zu bewegen. Die Sprengung hat jedoch zur Folge, dass der Lost Creek wieder an die Erdoberfläche geleitet wird. Der alte Flusslauf führt nun wieder Wasser, während Kincaids Quelle versiegt. Wegen seines neuen Wasservertrages bedeutet dies den Ruin für Kincaid. Als dieser noch überführt wird, den Anschlag auf Sheriff Baxter befohlen zu haben, muss er fliehen. Saunders, der sich schließlich als US-Marshal entpuppt, setzt ihm nach und erschießt ihn. Am Ende kündigt Saunders an, bei Fay bleiben zu wollen, und küsst sie.

## Sonstiges
In Deutschland wurde der Film auch im Rahmen der ZDF Western-Reihe Western von gestern gezeigt, die von Mai 1978 bis Juli 1986 ausgestrahlt wurde. Die Reihe besteht aus Western der 1930er und 1940er Jahre, bei denen die Filme in Episoden von jeweils 25 Minuten aufgeteilt oder entsprechend gekürzt wurden.